# Ross Butler
Ross Fleming Butler (17 de maio de 1990) é um ator norte-americano conhecido pela série K.C. Undercover do Disney Channel e pelos filmes Teen Beach 2 e Perfect High, bem como pelo seu papel na série original da Netflix 13 Reasons Why como Zachary "Zach" Dempsey. Apareceu também como Reggie Mantle na 1ª temporada da série televisiva Riverdale, mas teve que desistir devido a conflitos de agendamento com 13 Reasons Why, sendo o seu papel assumido por Charles Melton na 2ª temporada. É ainda reconhecido pela sua participação na saga de filmes To All the Boys I've Loved Before.

## Biografia
Butler nasceu em Singapura, de pai de ascendência inglesa e holandesa e mãe chinesa-malaia. Mudou-se para os Estados Unidos em meados de 1994, quando tinha apenas 4 anos de idade, e foi criado por sua mãe na cidade de Fairfax, Virginia.
Butler estudou na Langley High School, graduando-se no ensino médio em 2008 antes de se matricular na Ohio State University para estudar Engenharia Química e Biomolecular, mas saiu depois de um ano. Mudou-se para a cidade de Los Angeles logo depois e começou a ter aulas de teatro.

## Carreira de ator
Em 2016, interpreta o humano cético "Nathan Pierce" fazendo parte do elenco recorrente da primeira parte da 6ª temporada da série de televisão Teen Wolf, exibida pela MTV dos Estados Unidos, onde fez rápido par romântico casual com uma das protagonistas: a personagem were-coyote Malia Tate (interpretada por Shelley Hennig).
Em 2017, participa no elenco recorrente interpretando Reggie Mantle durante alguns episódios da 1ª temporada de Riverdale, exibida pela rede The CW, com a sua saída devido a conflitos de agendamento de gravações com a série 13 Reasons Why, o ator Charles Melton assumiu o papel.
Entre 2017 e 2020, Butler participou das 4 temporadas da série 13 Reasons Why (original da Netflix), ao interpretar Zach Dempsey, que teve para a protagonista que deu início a história chamada de Hannah Baker (interpretada por Katherine Langford).
Em 2020, participou do elenco principal do filme de comédia romântica To All the Boys: P.S. I Still Love You (o segundo filme da franquia iniciada em 2018), interpretando o estudante do ensino médio Trevor Pike, o melhor amigo do co-protagonista, Peter Kavinsky (interpretado por Noah Centineo), que foi lançado na Netflix.
Também em 2020, Butler foi anunciado para estrelar ao lado da atriz Kiernan Shipka, na série chamada de Swimming with Sharks, uma produção da plataforma Quibi dos Estados Unidos. 

## Filmografia

### Cinema e curtas-metragens
| Ano  | Título                                 | Papel                | Notas                              |
| ---- | -------------------------------------- | -------------------- | ---------------------------------- |
| 2013 | Work It Out                            | Eddie Peon           | Curta-metragem                     |
| 2013 | The Internship                         | Figurante            |                                    |
| 2014 | Two Bedrooms                           | Roy                  |                                    |
| 2014 | Rules of the Trade                     | Leroy                |                                    |
| 2015 | Hacker's Game                          | Jeremy               |                                    |
| 2019 | Shazam!                                | Eugene Choi (adulto) |                                    |
| 2020 | To All the Boys: P.S. I Still Love You | Trevor Pike          | Filme da Netflix; elenco principal |
| 2021 | To All the Boys: Always and Forever    | Trevor Pike          |                                    |

### Televisão
| Ano       | Título               | Papel                            | Notas                                             |
| --------- | -------------------- | -------------------------------- | ------------------------------------------------- |
| 2012      | The Gateway Lifeme   | Allen                            | Filme televisivo                                  |
| 2013      | Major Crimes         | Ian Yorita                       | "Pick Your Poison" (2ª temporada, episódio 12)    |
| 2013      | Camp Sunshine        | Tony                             | Filme televisivo                                  |
| 2014      | Star Seed            | Chris Choi                       |                                                   |
| 2014      | Hollywood            | Chris                            |                                                   |
| 2014      | Dog Park             | Scott                            | "Roll Over" (1ª temporada, episódio 6)            |
| 2014      | Happyland            | Scott                            | "Repeated Infractions" (1ª temporada, episódio 5) |
| 2015      | Teen Beach 2         | Spencer                          | Filme televisivo                                  |
| 2015      | Perfect High         | Nate                             | Filme televisivo                                  |
| 2015      | Chasing Life         | Hunter                           | 3 episódios                                       |
| 2015–2016 | K.C. Undercover      | Brett                            | Elenco recorrente                                 |
| 2016      | Teen Wolf            | Nathan Pierce                    | 6ª temporada, 4 episódios                         |
| 2017      | Riverdale            | Reginald "Reggie" Mantle         | Elenco recorrente; 1ª temporada                   |
| 2017–2020 | 13 Reasons Why       | Zachary Shan-Yung "Zach" Dempsey | Elenco principal (4 temporadas completas)         |
| 2020      | Swimming with Sharks | Alex                             | Elenco principal; série da plataforma Quibi       |

### Videoclipes musicais
| Ano  | Título           | Artista(s)                      | Notas        |
| ---- | ---------------- | ------------------------------- | ------------ |
| 2018 | "Waste It on Me" | Steve Aoki (feat. BTS)          | Participação |
| 2019 | "Graduation"     | Juice Wrld (feat. Benny Blanco) | Participação |